# Палилалия
Палилали́я (от др.-греч. πάλιν «вновь, снова» и λαλέω «говорю, болтаю») — медицинский термин, обозначающий болезненную потребность человека повторять некоторые слова или предложения. Данный феномен характерен увеличением скорости речи и уменьшением громкости голоса.
Палилалия, как и эхолалия, относится к репетитивным феноменам (речевые тики). Феномен характерен для пациентов с различными повреждениями мозга. Особенно часто страдают палилалией пациенты с синдромом Туретта и развившимся синдромом паркинсонизма. Также описаны случаи возникновения болезни у пациентов, страдающих шизофренией и аутизмом.